# Rogery
 (décembre 2020).
Rogery (Reires en luxembourgeois) est un hameau de la commune belge de Gouvy située en Région wallonne dans la province de Luxembourg. Il fait partie de la section de Bovigny.
Son nom est lié aux propriétés des Carolingiens dès l'efflorescence de l'ancien diocèse de Liège.
Rogery est reconnu pour son célèbre festival reggae, organisé pendant 7 années de 2002 à 2008, puis repris en 2010 par l'ASBL Jam'in.
Le village compte 203 habitants.

## Géographie
Le village de Rogery se situe au nord-ouest de la commune de Gouvy.
Son altitude varie entre 450 et 510 m.
| Bêche    | Neuville | Beho    |
| Cierreux | Rogery   | Beho    |
| Bovigny  | Courtil  | Courtil |

## Transport
Le village est traversé par 3 lignes de bus : 142 Gouvy-Courtil-Rogery-Trois-Ponts, 14/6 Houffalize-Vielsalm-Rogery-Schmiede, 18/4 Gouvy-Beho-Cierreux-Vielsalm.